# Операція «Попай»
Операція «Попай» (англ. Operation Popeye) — операція з використанням кліматичної зброї армією США під час війни у В'єтнамі (1965–1973). Назву операції було дано за ім'ям мультиплікаційного персонажа моряка Попая.

## Хід операції
Почалася 20 березня 1967 року, що завершилася 5 липня 1972. Проводилась під час сезону дощів з березня по листопад. Суть операції полягала у тому, що з літаків (транспортні літаки C-130 і винищувачі F4-C) у дощових хмарах розсіювався йодид срібла, що призводило до рясних опадів. У результаті кількість опадів збільшилася утричі вище норми. Це призвело до затоплення полів з рисом та інших посівів культурних рослин, а також була розмита Стежка Хо Ши Міна, якою південнов'єтнамські партизани забезпечувалися зброєю та спорядженням. За період війни було витрачено 12 млн фунтів (5.443 × 109 г ≈ 5,4 тис. т) йодистого срібла.

## Історія
Операція «Попай» була експериментальною операцією, розробленою Державним департаментом США та Міністерством оборони США. Всією технічною операцією завідував Доктор Горгінс (англ. Dr. Donald F. Hornig), уповноважений радник при Президентові США з науки і технологій. Уряд Лаосу не було проінформовано про проведення операції, про її методи і цілі.
Протягом жовтня 1966 було проведено випробування операції «Попай» на східній території Лаос на плато у дельті річки Конг.

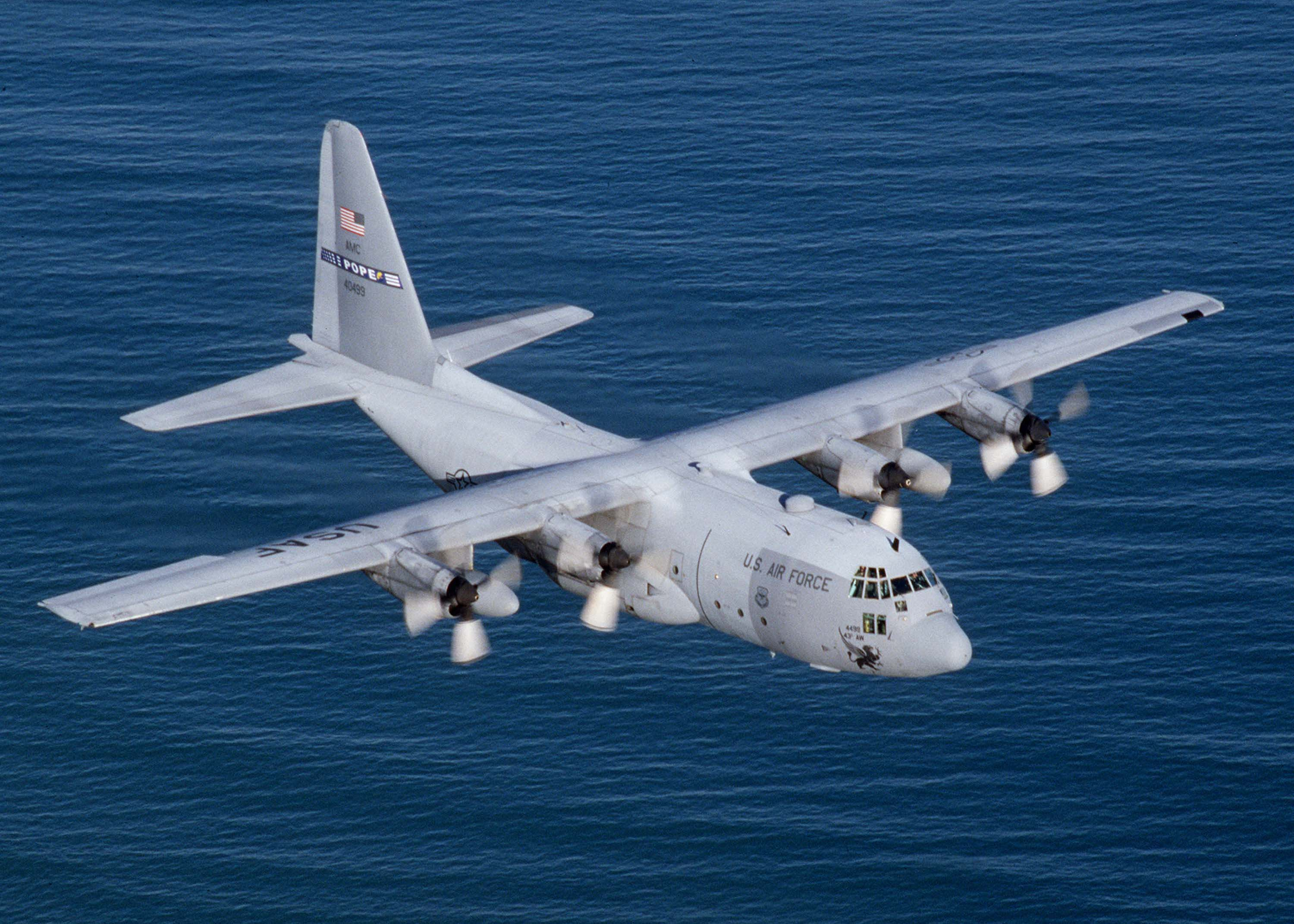
Lockheed C-130 Hercules — військово-транспортний літак, який використовується в операції «Попай»
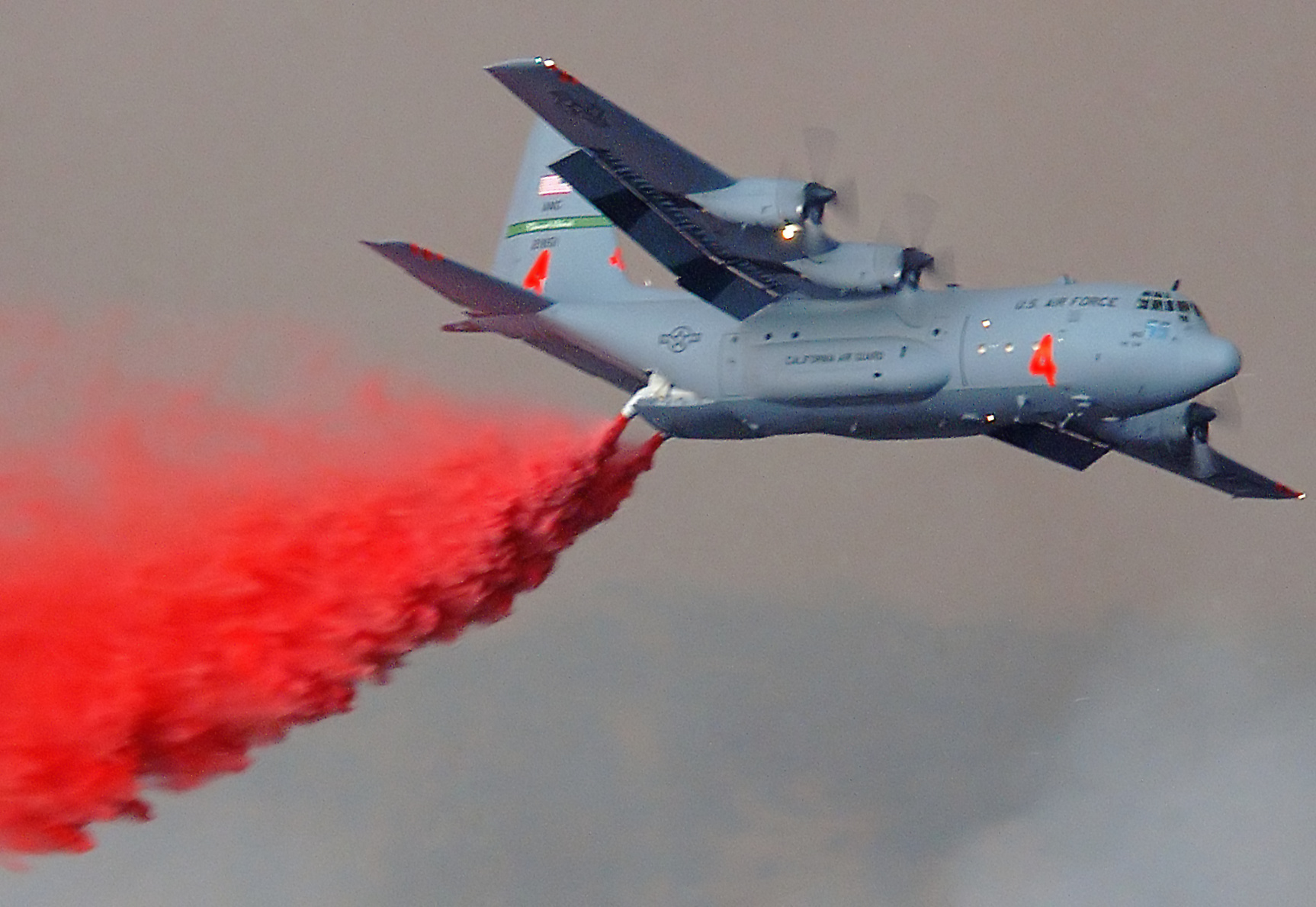
C-130, розпилюючи гасильний агент над пожежею в Південній Каліфорнії